# The DuPont Show of the Month
The DuPont Show of the Month è una serie televisiva statunitense in 34 episodi trasmessi per la prima volta nel corso di 4 stagioni dal 1957 al 1961.
È una serie di tipo antologico sponsorizzata dalla DuPont (che aveva sponsorizzato anche The DuPont Show with June Allyson) in cui ogni episodio rappresenta una storia a sé. Gli episodi sono storie di genere vario, dalla commedia al drammatico, dal genero storico a quello romantico. Molti episodi sono adattamenti di classici della letteratura, tra cui Oliver Twist, Il principe e il povero, Billy Budd, Il prigioniero di Zenda, Racconto di due città e Il conte di Montecristo. Altri sono drammi originali. La serie fu candidata per un totale di 12 Emmy Award.

## Interpreti
Tra gli interpreti: John Gielgud, Richard Burton, Lee J. Cobb, Colleen Dewhurst, Eli Wallach, Hurd Hatfield, Judith Anderson, Hume Cronyn, Maureen O'Hara, Michael Rennie, Suzanne Storrs, Farley Granger, Fritz Weaver, George C. Scott.
La serie vede la partecipazione di numerose star cinematografiche e televisive, molte delle quali interpretarono diversi ruoli in più di un episodio.
- James Valentine (5 episodi, 1959-1961)
- Hurd Hatfield (4 episodi, 1957-1959)
- Tim O'Connor (4 episodi, 1959-1960)
- Max Adrian (4 episodi, 1957-1960)
- Douglas Campbell (4 episodi, 1957-1960)
- John Colicos (4 episodi, 1958-1960)
- Tom Clancy (3 episodi, 1959-1960)
- Farley Granger (3 episodi, 1957-1961)
- Fritz Weaver (3 episodi, 1957-1961)
- Rosemary Harris (3 episodi, 1957-1958)
- James Donald (3 episodi, 1958-1959)
- Denholm Elliott (3 episodi, 1958)
- Barry Morse (2 episodi, 1959-1960)
- Lee J. Cobb (2 episodi, 1959-1960)
- Colleen Dewhurst (2 episodi, 1958-1959)
- Dina Merrill (2 episodi, 1959-1960)
- Thayer David (2 episodi, 1959)
- George Rose (2 episodi, 1959-1960)
- Christopher Plummer (2 episodi, 1957-1961)
- Arthur Malet (2 episodi, 1957-1960)
- Patty Duke (2 episodi, 1957-1958)
- John Milligan (2 episodi, 1957-1958)
- Torin Thatcher (2 episodi, 1957-1958)
- Rex Thompson (2 episodi, 1957-1958)
- Ruth White (2 episodi, 1957-1958)
- Francis Compton (2 episodi, 1958-1961)
- Fredric March (2 episodi, 1958-1959)
- Siobhán McKenna (2 episodi, 1958-1959)
- Don Murray (2 episodi, 1958-1959)
- Eric Portman (2 episodi, 1958-1959)
- Alfred Ryder (2 episodi, 1958-1959)
- Fred Gwynne (2 episodi, 1958)
- Barry Jones (2 episodi, 1958)
- Roberts Blossom (2 episodi, 1959-1961)
- Mark Lenard (2 episodi, 1959-1961)
- Rex O'Malley (2 episodi, 1959-1961)
- Jo Van Fleet (2 episodi, 1959-1961)
- Nancy Wickwire (2 episodi, 1959-1961)
- John Williams (2 episodi, 1959-1961)
- Robert Morley (2 episodi, 1959-1960)
- Liam Redmond (2 episodi, 1959-1960)
- Diana Van der Vlis (2 episodi, 1959-1960)
- Julie Harris (2 episodi, 1960-1961)

## Produzione
La serie fu prodotta da Talent Associates.

### Registi
Tra i registi sono accreditati:
- Daniel Petrie in 6 episodi (1957-1961)
- Alex Segal in 6 episodi (1958-1961)
- Robert Mulligan in 6 episodi (1958-1959)
- Ralph Nelson in 3 episodi (1957-1959)
- Sidney Lumet in 2 episodi (1957-1958)

### Sceneggiatori
Tra gli sceneggiatori sono accreditati:
- Jacqueline Babbin in 9 episodi (1958-1960)
- Audrey Gellen in 9 episodi (1958-1960)
- Michael Dyne in 3 episodi (1958-1960)
- Charles Dickens in 2 episodi (1958-1959)
- Terence Rattigan in 2 episodi (1958-1959)
- Dale Wasserman in 2 episodi (1959-1961)
- Sidney Kingsley in un episodio (1960)

## Distribuzione
La serie fu trasmessa negli Stati Uniti dal 29 settembre 1957 al 21 marzo 1961 sulla rete televisiva CBS.

## Episodi
| Stagione         | Episodi | Prima TV USA |
| ---------------- | ------- | ------------ |
| Prima stagione   | 10      | 1957-1958    |
| Seconda stagione | 9       | 1958-1959    |
| Terza stagione   | 8       | 1959-1960    |
| Quarta stagione  | 7       | 1960-1961    |